# Inga adenophylla
Inga adenophylla är en ärtväxtart som beskrevs av Henri François Pittier. Inga adenophylla ingår i släktet Inga och familjen ärtväxter. Inga underarter finns listade i Catalogue of Life.